# Josef Reding

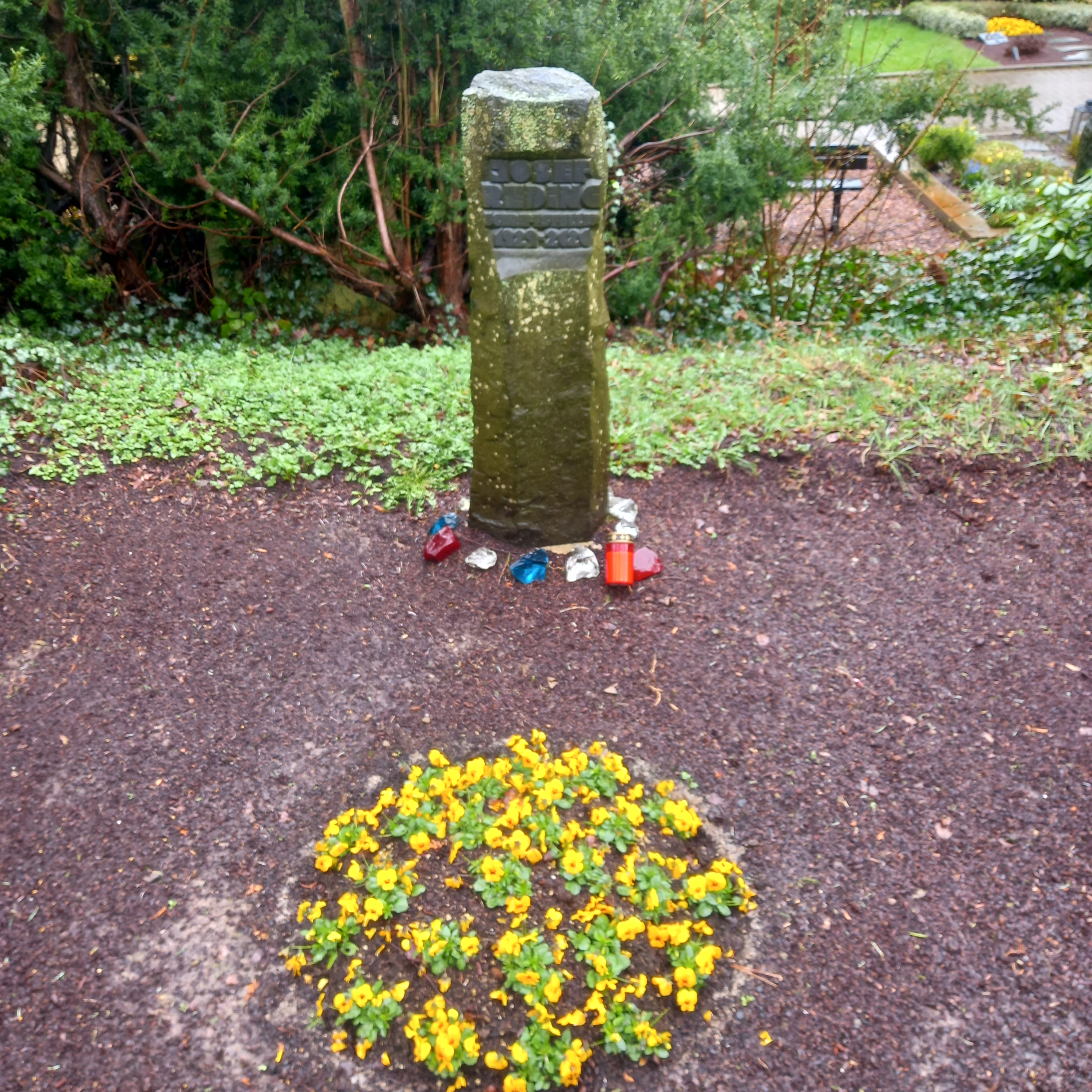
Das Grab von Josef Reding auf dem Friedhof Großholthausen in Dortmund

Josef Reding (* 20. März 1929 in Castrop-Rauxel; † 10. Januar 2020 in Dortmund) war ein deutscher Schriftsteller.

## Leben
Josef Reding kam 1929 als Sohn eines Filmvorführers zur Welt. Er besuchte eine Realschule in Mengede (die heutige Albert-Schweitzer-Realschule) und ein neusprachliches Gymnasium in Castrop-Rauxel. Während des Zweiten Weltkriegs wurde er mit anderen Jugendlichen aus dem Ruhrgebiet ins Elsass und nach Bayern verschickt. 1944 setzte man ihn als Angehörigen des Volkssturms bei der Panzerbekämpfung ein; er geriet in US-amerikanische Kriegsgefangenschaft. Seine Bewacher überließen ihm Zeitschriften und Taschenbücher, so lernte er die literarische Form der Kurzgeschichte kennen und schätzen. Bei Ernest Hemingway lernte er die klassische Short Story kennen, die er später in vielen Büchern fortschrieb: ein offener Anfang, die dramatische Entwicklung zum erzählerischen Höhepunkt und der offene Schluss.
1951 legte er die Reifeprüfung ab. Anschließend war er zwei Jahre lang als Betonarbeiter tätig. Ab 1953 studierte er Germanistik, Psychologie, Publizistik, Kunstgeschichte und Anglistik an der Universität Münster. Ein Stipendium der Fulbright-Kommission ermöglichte ihm die Fortsetzung des Studiums in den Vereinigten Staaten. Reding war bis 1957 Student an der University of Illinois in Champaign, wo er den Grad eines Masters erwarb. Während seines Amerikaaufenthalts lernte er die Rassenproblematik in den Südstaaten kennen, und er knüpfte Kontakte zur beginnenden Bürgerrechtsbewegung um Martin Luther King.
Nach seiner Rückkehr nach Deutschland war er ein Jahr lang Helfer im Grenzdurchgangslager Friedland. Von 1959 bis 1966 hielt Reding sich erneut in den Vereinigten Staaten sowie in Hunger- und Aussätzigenregionen in Asien, Afrika und Lateinamerika auf, über die er in Fernsehdokumentationen berichtete. Nachdem er bereits als Jugendlicher aktiv in der katholischen Jugendbewegung gewesen war, engagierte sich Reding auch als Erwachsener in der katholischen Kirche; von 1971 bis 1975 war er Mitglied der Gemeinsamen Synode der Diözesen der Bundesrepublik Deutschland.
Josef Reding begann seine schriftstellerische Karriere mit dem Verfassen von Jugendbüchern. Seit seinem USA-Aufenthalt in den 1950er Jahren ist sein Werk, das zu einem wesentlichen Teil aus Kurzgeschichten besteht, formal stark von der klassischen US-amerikanischen Short Story beeinflusst. Reding setzte sich in vielen seiner Werke von einem christlichen Standpunkt aus mit sozialen Problemen auseinander. Neben belletristischen Prosaarbeiten verfasste er Hörspiele, Gedichte und journalistische Beiträge. Von 1963 bis 1988 war er Mitarbeiter der Gewerkschaftszeitung Welt der Arbeit. Er engagierte sich in der Friedensbewegung.
Reding war seit 1965 verheiratet und hatte drei Söhne. Er lebte in Dortmund und war der Bruder des Malers und Schriftstellers Paul Reding und von Elisabeth Stark-Reding. Seine Söhne Benjamin Reding und Dominik Reding sind ebenfalls als Autoren sowie als Regisseure und Filmproduzenten tätig.
Seine letzte Ruhestätte fand Reding seinem Wunsch entsprechend gegenüber von Fritz Hüser auf dem Friedhof Großholthausen im Süden Dortmunds. Sein Nachlass befindet sich seit längerem im Fritz-Hüser-Institut. In dem von der Kunststiftung NRW geförderten Projekt „Josef Reding – Autor, Werk, Netzwerk“ wird derzeit der ebenso umfangreiche wie vielfältige Nachlass Redings im Fritz-Hüser-Institut erschlossen und erforscht.

## Mitgliedschaften und Auszeichnungen
Josef Reding war Gründungsmitglied der Gruppe 61. Er war Mitglied des Verbands Deutscher Schriftsteller (VS), heute in ver.di; von 1971 bis 1978 war er Vorsitzender des nordrhein-westfälischen Landesverbandes und von 1976 bis 1980 Bundesvorstandsmitglied. Seit 1973 gehörte er dem PEN-Zentrum Deutschland an; außerdem war er Mitglied der europäischen Autorenvereinigung Die Kogge. Er erhielt u. a. folgende Auszeichnungen: 1958 einen Förderpreis des Landes Nordrhein-Westfalen für junge Künstlerinnen und Künstler, 1961 ein Stipendium der Villa Massimo, 1969 den Annette-von-Droste-Hülshoff-Preis und den Kogge-Literaturpreis der Stadt Minden, 1981 den Deutschen Kurzgeschichtenpreis, 1984 den „Eisernen Reinoldus“ des Pressevereins Dortmund/Kreis Unna, 1986 den Ehrenring der Stadt Dortmund, 1989 den Literaturpreis Ruhrgebiet und die Auszeichnung Bürger des Ruhrgebiets des Vereins pro Ruhrgebiet sowie 2001 den Comenius-Preis. 1988 wurde eine Gemeinschafts-Hauptschule in Holzwickede nach ihm benannt. Am 20. März 2009 wurde ihm anlässlich seines achtzigsten Geburtstages der Ehrenpreis der J. A. Comenius-Stiftung zur Unterstützung Not leidender Kinder und Jugendlicher verliehen.

## Werke (Auswahl)

### Verfasser
- Silberspeer und Roter Reiher, Recklinghausen 1952
- Trommlerbub Ricardo, Recklinghausen 1954
- Wetbacks am Rio Grande, Gütersloh 1954
- Froschmänner und Feuerspringer, Recklinghausen 1955
- Löschtrupp Larry fällt vom Himmel, Gütersloh 1955
- Achtung – Autobanditen!, Gütersloh 1956
- Friedland, Recklinghausen 1956
- Castrop-Rauxel von oben und innen, Castrop-Rauxel 1963
- Die Jäger kommen zurück, Emsdetten 1963
- Papierschiffe gegen den Strom, Recklinghausen 1963
- Reservate des Hungers, Recklinghausen 1964
- Höllenpfuhl Sargasso, Würzburg 1965
- Zum Runterschlucken für Grabner, 1967
- Aussatz, eine Herausforderung, Würzburg 1970
- Pestkahn „Stella Maris“, Balve 1975
- Gold, Rauhreif und Möhren, Recklinghausen 1981
- Sprengt den Eisberg und andere Abenteuer, Balve 1981
- Papierschiffe gegen den Strom, Freiburg im Breisgau 1984
- Vater macht den Flattermann, München 1984
- Dortmund im Umbruch, Herzberg 1985 (zusammen mit Peter Strege)
- Und die Taube jagt den Greif, Freiburg im Breisgau 1985
- Es fällt in mich ein, Stuttgart 1986
- Der Mensch im Revier – Essays, Köln 1988
- Bei Gott kann man nicht petzen, Würzburg 1999
- Der Automat und der Tramp, Würzburg 1995
- Lesebuch, Recklinghausen 1994
- Allein in Babylon, Stories. Herder Bücherei, Freiburg 1966

### Herausgeber
- Im Strom. München 1963
- Lebensweisheit aus China. Freiburg 1986 (zusammen mit Friedhelm Denninghaus)

### Übersetzer
- Alma Houston: Nuki. Recklinghausen 1960
- Sulamith Ish-Kishor: Der rote Sabbat oder Ein Junge aus dem alten Prag. Freiburg 1965
- Edward F. Murphy: Mademoiselle Lavallière. Recklinghausen 1959

### Kurzgeschichten
- Neben dem blauen Seepferdchen
- Im Schwenkkreis des Krans
- Apotheke Vita Nova
- Die Bulldozzer kamen…
- Generalvertreter Ellebracht begeht Fahrerflucht
- Nennt mich nicht Nigger. Kurzgeschichten aus zwei Jahrzehnten
- Der Befund
- Jerry in Harlem
- Fahrerflucht
- Zwischen den Schranken